# Sarah Ichioka
Sarah Mineko Ichioka (Berkeley (California), 9 de febrero de 1979) es una urbanista, comisaria de arte, consultora y autora estadounidense.

## Biografía
Licenciada en Historia por la Universidad de Yale, continuó sus estudios de máster en Diseño Urbano y Ciencias Sociales en la London School of Economics and Political Science. En Londres, codirigió el London Festival of Architecture en 2007, fue curadora en la Tate Modern y dirigió The Architecture Foundation de 2008 a 2014. Fue entonces cuando trasladó su base a Asia, desde donde dirige Desire Lines, una consultora dedicada a iniciativas y organizaciones medioambientales, culturales y de impacto social con sede en Singapur.
Entre los diferentes textos y artículos que ha publicado destacan su colaboración en el libro The Endless City (Phaidon Press, 2015), el catálogo del Serpentine Pavilion de Londres en el 2015 escrito junto a Pedro Gadanho (Serpentine Gallery, 2015) y la edición del catálogo de la exposición que coordinó para la décima edición de la Bienal de Arquitectura de Venecia, Cities, Architecture & Society. Ha sido jurado en distintas actividades e iniciativas en torno al urbanismo y el arte como en el Premio Europeo del Espacio Público Urbano.